# Décès en octobre 1943
Décès
- 1939
- 1940
- 1941
- 1942
- 1943
- 1944
- 1945
- 1946
- 1947

Pour une information complémentaire, voir la page d'aide.

| Date       | Nom          | Pays             | Activités                 | Âge | Source |
| ---------- | ------------ | ---------------- | ------------------------- | --- | ------ |
| 27 octobre | Seigō Nakano | Drapeau du Japon | Homme politique japonais. | 57  |        |